# Communauté de communes Cœur de Sologne
Die Communauté de communes Cœur de Sologne ist ein französischer Gemeindeverband mit der Rechtsform einer Communauté de communes im Département Loir-et-Cher in der Region Centre-Val de Loire. Sie wurde am 20. Dezember 2005 gegründet und umfasst sechs Gemeinden. Der Verwaltungssitz befindet sich im Ort Lamotte-Beuvron.

## Mitgliedsgemeinden
| Gemeinde                               | Einwohner 1. Januar 2022 | Fläche km² | Dichte Einw./km² | Code INSEE | Postleitzahl |
| -------------------------------------- | ------------------------ | ---------- | ---------------- | ---------- | ------------ |
| Chaon                                  | 440                      | 31,85      | 14               | 41036      | 41600        |
| Chaumont-sur-Tharonne                  | 1.045                    | 78,33      | 13               | 41046      | 41600        |
| Lamotte-Beuvron                        | 4.519                    | 23,34      | 194              | 41106      | 41600        |
| Nouan-le-Fuzelier                      | 2.293                    | 85,49      | 27               | 41161      | 41600        |
| Souvigny-en-Sologne                    | 509                      | 41,55      | 12               | 41251      | 41600        |
| Vouzon                                 | 1.424                    | 78,25      | 18               | 41296      | 41600        |
| Communauté de communes Cœur de Sologne | 10.230                   | 338,81     | 30               | –          | –            |

## Quelle
1. ↑  www.collectivites-locales.gouv.fr
2. ↑  CC Cœur de Sologne (SIREN: 200 000 800) in der Base nationale sur l’intercommunalité (BANATIC) des französischen Innenministeriums (französisch)